# بلدرچین تپه‌ای شکم‌خالدار
بلدرچین تپه‌ای شکم‌خالدار (نام علمی: Colinus leucopogon) نام یک گونه از سرده بلدرچین‌های تپه‌ای است.